# 八木功
八木 功（やぎ つとむ、 1951年1月2日 - ）は日本の造形家、特撮監督。造形会社「エキスプロダクション」代表取締役。東京都品川区出身。
父親は怪獣「ガメラ」を制作した八木正夫、祖父は東宝の造形スタッフとして怪獣「ゴジラ」を制作した八木勘寿、叔父は勘寿と共に「ゴジラ」を制作した八木康栄。兄は造形家の八木宏。

## 来歴
1965年（昭和40年）、大映初の怪獣映画『大怪獣ガメラ』（湯浅憲明監督）の怪獣「ガメラ」の造形を父親の八木正夫が担当し、功もこれを手伝う。この『ガメラ』や、翌1966年（昭和41年）に同じく正夫が美術で参加した大映京都作品の『大魔神』（安田公義監督）の特撮現場に、彼の後をついて出入りする。正夫はこの年、三上陸男や村瀬継蔵、鈴木昶らと造形会社「エキスプロダクション」を設立する。
1970年（昭和45年）、千代田写真専門学院卒業後に、フリーの写真家として活動していたが、同年12月に旧知の高橋章から誘われ、エキスプロで美術造形のアルバイトに参加する。
1971年（昭和46年）、エキスプロが東映のテレビ特撮番組『仮面ライダー』（毎日放送）の美術全般を担当することとなり、同年2月から高橋と共に美術造形スタッフとしてこれに参加する。東映生田スタジオに常駐して高橋章をサポートし、撮影用の小道具全般の制作や制作担当の佐久間正光らとともにミニチュア特撮も担当する。
1973年（昭和48年）、『仮面ライダー』第80話より「美術」としてクレジットされる。次作『仮面ライダーV3』（毎日放送）第40話まで参加したのち、『イナズマン』（NET）の美術を担当する。続編『イナズマンF』ではミニチュア特撮全般と、主人公の操縦する万能車「ライジンゴー」のスポットコーナー「ライジンゴーアクション」の特撮監督を務めた。
1975年（昭和50年）、台湾の映画会社「東星電影」が台湾版『仮面ライダー』の『閃電騎士』を制作する際、日本人撮影スタッフとして塚田修監督とともに約半年間にわたって台湾に赴任し、美術助手と特撮を担当する。この作品は翌年、『閃電騎士大戦地獄軍団』、『閃電騎士V3』、『閃電五騎士』三部作として台湾で公開された。「仮面ライダーシリーズ」では、同年の『仮面ライダーストロンガー』（毎日放送）まで美術を担当する。
1992年、父の後を継いでエキスプロダクション代表取締役に就任。
以後もエキスプロのスタッフとして、多数のテレビ・映画作品、各種アトラクションでの美術造形に従事している。

## 人物・エピソード
祖父・勘寿や父・正夫が東宝作品に携わっていたことから、幼少期から東宝撮影所に出入りして特撮の現場を目の当たりにしていた。最初に見た現場は『ゴジラの逆襲』であった。
八木が15歳のときに父親の正夫が「ガメラ」を制作することになったが、制作現場は自宅内だった。当初は部屋の畳を上げて、室内でガメラのぬいぐるみを制作しており、八木はガメラの甲羅の鱗を型抜きして焼く手伝いを務めた。祖父の勘寿が造形を指導し、父の正夫が造形と、家族ぐるみでのガメラ制作だった。途中で家の裏庭にプレハブを建て、ここを工房としてガメラを制作したが、ラテックス・ゴムの強制乾燥のためライトをたくさんつけると家庭用ヒューズが飛んでしまったことがある。
大映京都の『大魔神』シリーズの撮影現場にも出入りしていたが、印象深い思い出としては、『大魔神怒る』（三隅研次監督）で、突風で瓦が飛ぶシーンの撮影で「軽い素材を」とスタッフらで考え、「京都の八つ橋」からの連想で、煎餅の「八つ橋」を瓦の形に焼いてもらったもので撮影が行われた事を挙げている。
フリーの写真家だった八木は、友人の高橋章にアルバイトを誘われたが、そのアルバイト先は父親の経営する「エキスプロ」だった。八木は「親心で呼んでくれたのか?」と考えたが、高橋はこれを否定している。高橋は『仮面ライダー』の美術スタッフとしてエキスプロに正式参加が決まると、八木を呼びよせ、八木は高橋の助手を務めた。『仮面ライダー』の現場では東映生田撮影所に泊まり込み、小道具の制作からミニチュア爆発の撮影まで、あらゆる撮影美術を担当していた。監督の山田稔などは、八木へ撮影前日の晩にいきなり注文し、こういった変則的な発注が日常茶飯事だった。「逆にいえばぼくみたいなペーペーの末端にいるスタッフの意見を採り入れてくれる現場だった」、「一兵卒の意見でもスタッフ全員が真剣に聞いてくれ、認めてくれた」と語っている。
当時エキスプロの造形部スタッフは8人で、『仮面ライダーシリーズ』では型抜きも造形もウレタンの削り出しも全員で行っていた。「変身ブーム」ピーク時には寝る間もないほどの多忙ぶりで、前澤範の配慮で週1回交代で休みがとれるようにしてこれをしのいだ。
『イナズマンF』では、生田スタジオ所長の内田有作の指名で特撮を担当。特撮の経験があったのは八木のみで、カット数も増えたため、造型と撮影の掛け持ちで徹夜の連続であった。この経験が台湾映画『閃電騎士』に役立った。『閃電騎士』では現地の日本人スタッフは塚田修監督と八木の二人きりで、台湾人スタッフは特撮の未経験者ばかりで言葉も通じず、八木はミニチュアの制作から照明までを手掛け、寝る暇もなかった。
エキスプロではアトラクション造形も多数手がけているが、昭和51年頃にはよみうりランドの時代劇ショー用に、父親の八木正夫らが手掛けた大映京都作品の『妖怪百物語』（安田公義監督、1968年）の妖怪達を復刻造形した。